# Marta Domínguez
Marta Domínguez, född 3 november 1975 i Palencia, är en spansk friidrottare som tävlar i medeldistanslöpning och hinderlöpning. 
Domínguez är en av de största spanska kvinnliga friidrottarna genom tiderna. Utomhus har hon två silvermedaljer från VM samt två EM-guld och ett EM-brons. Inomhus har hon ett VM-silver samt ett EM-guld, ett EM-silver och två EM-brons. Det enda hon saknar är en medalj vid Olympiska spel, inför OS 2004 var Domínguez skadad och kunde inte delta. 
Inför 2009 valde hon att tävla på 3 000 meter hinder och vann guldet vid VM 2009 i Berlin. Hon deltog på hinderlöpning vid EM 2010 där hon blev silvermedaljör. Medaljerna har tagits tillbaka efter att hon i november 2015 diskvalificerades för dopning.

## Personliga rekord
- 1 500 meter - 4:04,27 från 2010
- 3 000 meter - 8:28,80 från 2000
- 5 000 meter - 14:48,33 från 2003
- 10 000 meter - 30:51,69 från 2006
- 3 000 meter hinder - 9.09,39 från 2009